# Noideattella
Noideattella is een geslacht van spinnen binnen de familie van de dwergcelspinnen (Oonopidae). De wetenschappelijke naam van het geslacht werd voor het eerst geldig gepubliceerd in 2012 door Álvarez-Padilla, Ubick & Griswold.
De soorten binnen het geslacht zijn met uitzondering van Noideattella assumptia, welke ook op de Seychellen voorkomt, allen endemisch in Madagaskar.

## Soorten
Het geslacht telt 11 soorten:
- Noideattella amboa Álvarez-Padilla, Ubick & Griswold, 2012
- Noideattella assumptia (Saaristo, 2001)
- Noideattella famafa Álvarez-Padilla, Ubick & Griswold, 2012
- Noideattella fantara Álvarez-Padilla, Ubick & Griswold, 2012
- Noideattella farihy Álvarez-Padilla, Ubick & Griswold, 2012
- Noideattella gamela Álvarez-Padilla, Ubick & Griswold, 2012
- Noideattella lakana Álvarez-Padilla, Ubick & Griswold, 2012
- Noideattella mamba Álvarez-Padilla, Ubick & Griswold, 2012
- Noideattella saka Álvarez-Padilla, Ubick & Griswold, 2012
- Noideattella tany Álvarez-Padilla, Ubick & Griswold, 2012
- Noideattella tsiba Álvarez-Padilla, Ubick & Griswold, 2012